# Sikarier
Die Sikarier („Messerstecher“, „Messerschwinger“, „Dolchträger“; von lateinisch sica ‚Dolch‘) waren eine gegen die Römer und ihre Okkupation gerichtete jüdische Gruppe im 1. Jahrhundert. Ihre bevorzugte Waffe war ein Dolch, die Sica.

## Geschichte
Marcus Antonius Felix wurde bekannt dafür, dass er die messianischen Aufstandsbewegungen mit harter Hand unterdrückte; auch stand er Gerüchten zufolge, die Flavius Josephus kolportierte, in Verbindung mit dem Mord der Sikarier an dem Hohepriester Jonathan ben Hannas (im Amt von 36–37 und 44) im Jahr 56 n. Chr.
Der Politologe David C. Rapoport sieht Sikarier und Zeloten als terroristische Gruppierungen an. Obgleich es sich um verschiedene Phänomene handelte, waren doch die Unterschiede mehr im praktisch-taktischen Handeln als im Ideologischen zu suchen. So hätten die Sikarier zumeist Mitglieder der jüdischen Bevölkerung terrorisiert, die Zeloten hingegen die römische Besatzung, aber auch Griechen.
Nach einer Hypothese könnte auch Judas Iskariot, einer der Jünger Jesu, ein Anhänger dieser Gruppe gewesen sein, woher sich sein Beiname „Iskariot“ erkläre. Da die Sikarier Flavius Josephus zufolge erst zu einem Zeitpunkt auftraten, als Judas laut den Evangelien schon längere Zeit tot war, gilt dies allerdings als relativ unwahrscheinlich, zumal es andere plausible Erklärungsmöglichkeiten für den Beinamen gibt.

## Nachleben
Die militante jüdische Haredi-Organisation Sikrikim hat ihren Namen von den Sikariern.
Der lateinamerikanische Begriff Sicario für einen Auftragskiller geht auf die Sikarier zurück.